# 한스 레오 하슬러

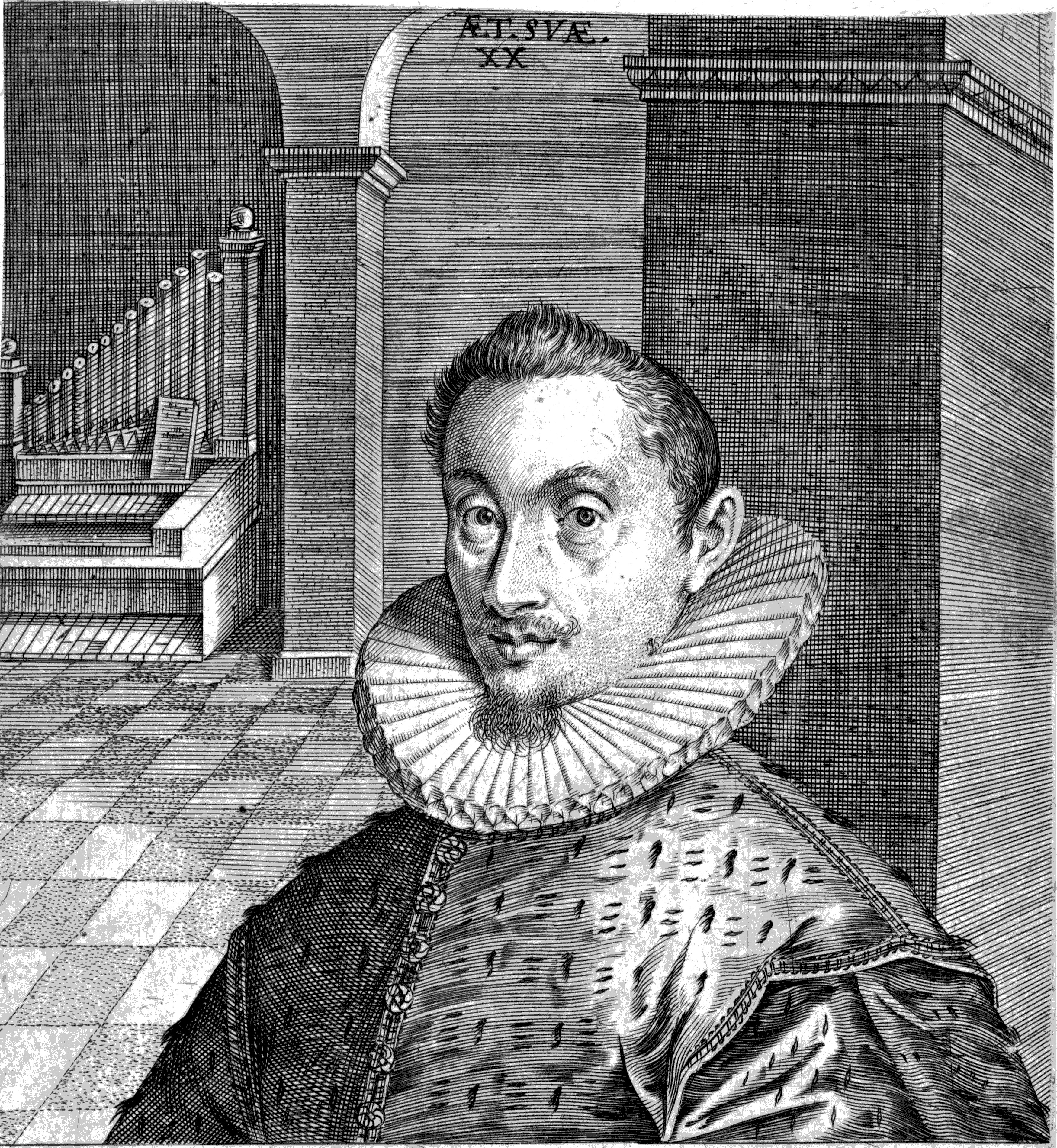

한스 레오 하슬러(Hans Leo Haßler, 1564년 10월 26일 세례 – 1612년 6월 8일)는 후기 르네상스 와 초기 바로크 시대의 독일 작곡가이자 오르가니스트이다. 그는 뉘른베르크 에서 태어나 프랑크푸르트 암 마인 에서 사망했다.
하슬러는 뉘른베르크에서 태어나 1564년 10월 26일에 침례를 받았고, 그의 아버지인 오르가니스트 이사크 하슬러에게 음악을 처음 배웠다. 1584년에 하슬러는 공부를 계속하기 위해 이탈리아로 간 많은 독일 작곡가 중 첫 번째 사람이 되었다. 그는 베네치아 학파의 활동이 절정에 이르렀을 때 베네치아에 도착했는데, 이 작곡가들은 화려한 다 합창 양식으로 작곡했는데, 이는 곧 고향 도시 밖에서 인기를 얻게 되었다.
베니스에 있는 동안 하슬러는 조반니 가브리엘리와 친구가 되었고, 1600년에 그는 베니스에 살고 있는 뉘른베르크 상인을 위한 결혼식 모테트를 작곡했다. 그들은 함께 조반니의 삼촌인 안드레아 가브리엘리와 함께 공부했다. 하슬러는 작곡과 오르간 연주에 대한 교육을 받았다.
안드레아 가브리엘리의 죽음 이후, 하슬러는 1585년 후반에 독일로 돌아와 아우크스부르크 로 이주하여 그곳의 귀족인 옥타비아누스 2세 푸 거의 오르간 연주자로 일했다. 아우크스부르크 시절은 그에게 매우 창의적이었다. 게다가 그는 이 시기에 작곡가이자 오르가니스트로 잘 알려지게 되었지만 여전히 카톨릭이 많은 지역에서 개신교 신자였기 때문에 그의 영향력은 제한적이었다.
하슬러는 작곡가일 뿐만 아니라 적극적인 오르간 연주자이자 오르간 제작자의 컨설턴트이기도 했다. 하슬러는 오르간 설계에 대한 전문 지식으로 지속적으로 인정을 받았으며 종종 새로운 악기의 심사관으로 부름을 받았다. 그의 광범위한 오르간 배경을 사용하여 하슬러는 기계 악기 제작의 세계에 발을 들여놓았고 나중에 루돌프 2세에게 판매된 오르간을 개발했다.
1602년에 하슬러는 뉘른베르크 로 돌아와 카펠마이스터가 되었다. 그곳에 있는 동안 그는 루돌프 2세의 궁정에서 카이저리허 호프디에너 로 임명되었다. 1604년 그는 휴가를 내고 울름으로 여행을 떠났고 그곳에서 코르둘라 클로스와 결혼했다. 4년 후 하슬러는 드레스덴으로 이사하여 작센의 선제후 크리스티안 2세의 오르가니스트로, 결국에는 카펠마이스터(Kapellmeister)로 일했다. 이때까지 하슬러는 이미 1612년 6월에 목숨을 앗아갈 결핵에 걸렸다. 그가 사망한 후 미하엘 프레토리우스와 하인리히 쉬츠가 그의 자리에 임명되었다.
하슬러는 베네치아 스타일의 혁신을 알프스 전역에 최초로 도입한 사람 중 한 사람이다. "이탈리아 여행"을 시작한 최초의 위대한 독일 작곡가로서, 하슬러의 영향은 독일 음악에 대한 이탈리아의 지배와 독일 음악가들이 이탈리아에서 학업을 마치는 일반적인 경향이 된 이유 중 하나였다. 라소의 권위를 가진 음악가들이 독일에서 수년간 일하고 있는 동안, 그들은 완전히 발전되고 세련된 르네상스 스타일의 다성 음악인 프리마 프라티카( prima pratica )를 대표했다. 이탈리아에서는 나중에 바로크 시대라고 불리는 것을 정의하는 새로운 경향이 나타났다. 하슬러와 나중에 쉬츠와 같은 음악가들은 협주곡 스타일, 다합창 사상, 베네치아인의 자유로운 감정 표현을 독일 문화에 도입하여 이탈리아 이외의 지역에서 최초이자 가장 중요한 바로크 발전을 이룩했다.
하슬러는 개신교도였지만 아우크스부르크에서 많은 미사를 작곡하고 가톨릭 미사를 위한 음악을 지휘했다.  카톨릭 후원자들의 요구와 자신의 개신교 신앙으로 인해 하슬러의 작곡은 두 종교의 음악 스타일을 능숙하게 혼합하여 그의 작품이 두 가지 맥락에서 모두 작동할 수 있도록 했다. 따라서 하슬러의 작품 중 많은 부분이 로마 가톨릭 교회 와 루터교 에서 모두 사용될 수 있었다.
많은 동시대 사람들과 함께 하슬러는 이탈리아 비르투오소 스타일과 독일에서 널리 퍼진 전통적인 스타일을 혼합하려고 했다. 이것은 철저한 베이스 연속음을 사용하고 기악 및 독주 장식을 포함하여 합창 모테 에서 달성되었다.

## 메모
1. ↑  Grove 2000 p.119.
2. 1 2 3  Grove 2000, p.120.
3. ↑  Bukofzer 1947, p.83.
4. ↑  Reese 1959, p.687.
5. ↑  Fisher 2004, p.158.
6. ↑  Sargent 1963, p.43.

## 참고 문헌
- Blume, Friedrich. Protestant Church Music: A History. New York: W.W. Norton & Company, Inc., 1974.
- Bukofzer, Manfred, Music in the Baroque Era. New York, W.W. Norton & Co., 1947. ISBN 978-0-393-09745-0
- Fisher, Alexander J. Music and religious identity in counter-reformation Augsburg, 1580-1630. England: Ashgate Publishing Limited, 2004.
- Grove, G. and Stanley, S. "Hans Leo Hassler", in The New Grove Dictionary of Music and Musicians, ed. Stanley Sadie. 20 vol. London, Macmillan Publishers Ltd., 1980. ISBN 978-1-56159-174-9
- Reese, Gustave. Music in the Renaissance. New York: W. W. Norton & Company, Inc., 1959. ISBN 978-0-393-09530-2
- Sandberger, A. Bemerkungen zur Biographie Hans Leo Hassler und seiner Brüder (Leipzig, 1905)
- Sargent, Sir Malcolm, ed. The Outline of Music. New York: Arco Publishing Company, Inc., 1963.